# Othon Friesz
Othon Friesz, vlastním jménem Henri-Achille-Émile-Othon Friesz (6. února 1879 Le Havre, Département Seine-Maritime – 10. ledna 1949 Paříž) byl francouzský malíř – krajinář a figuralista, který se proslavil v období svého příklonu k fauvismu a expresionismu. 

## Život a dílo

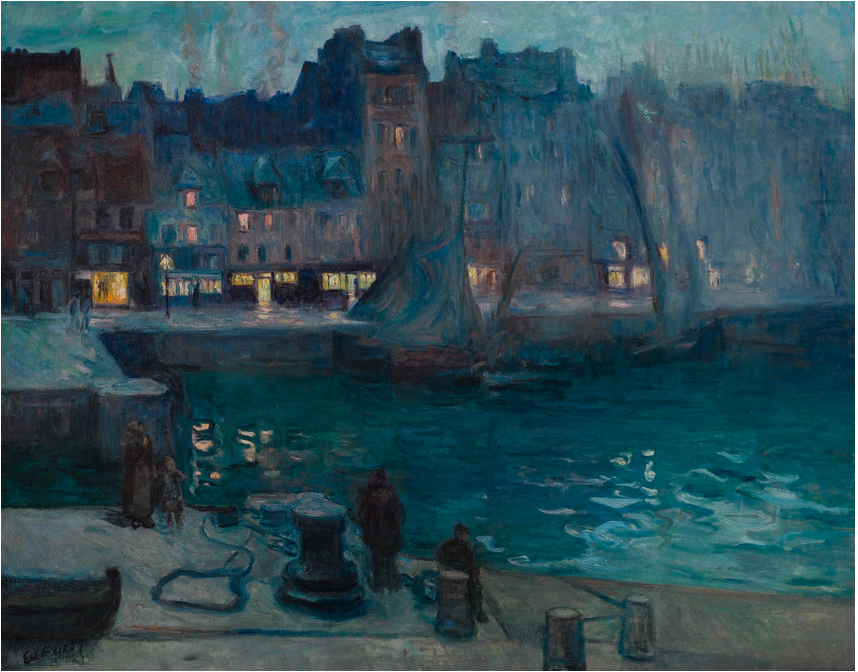
Přístav v Le Havre (1903)

Neděle v Honfleur (1907)

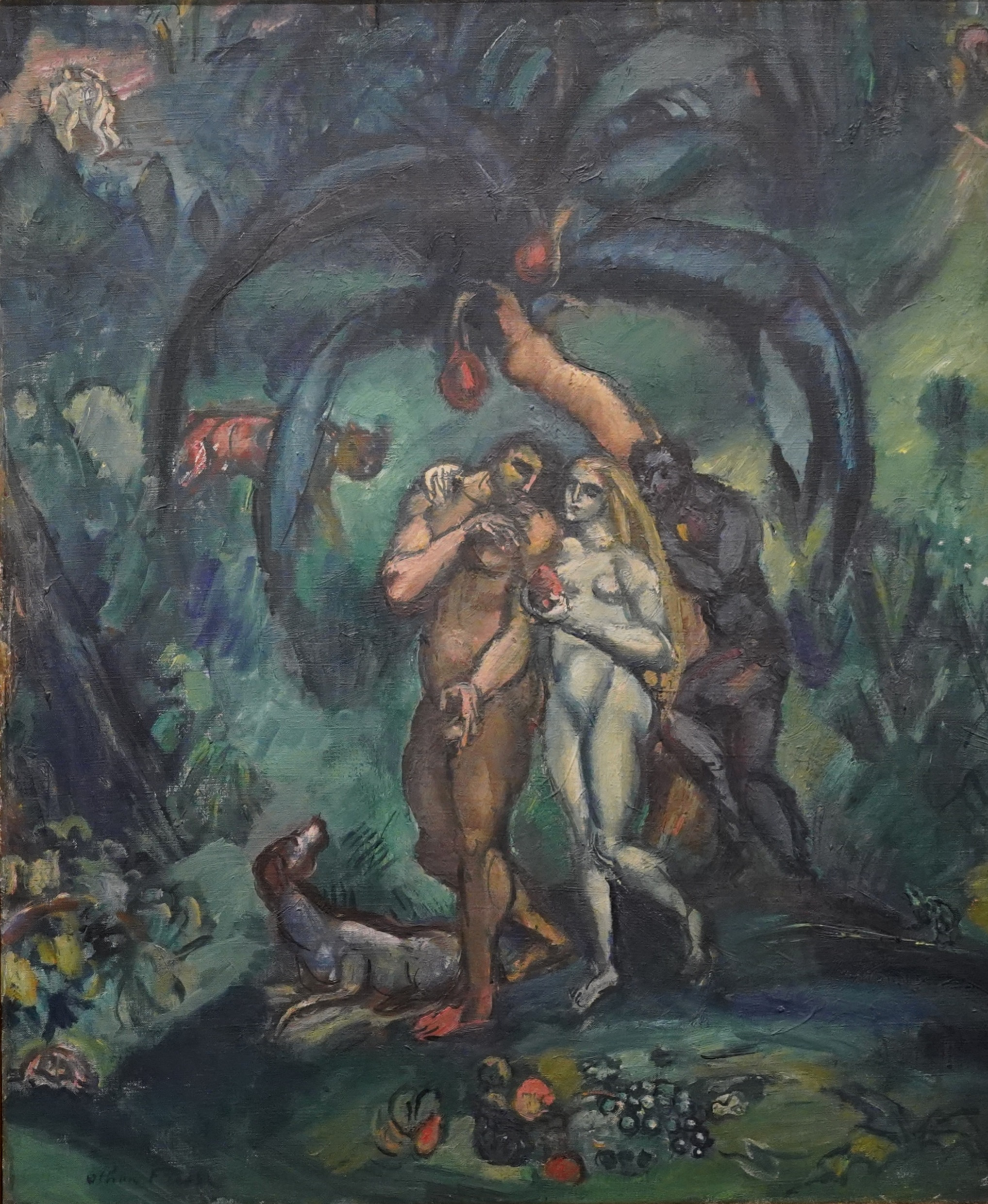
Adam a Eva (1910)

Narodil se v Le Havru v Normandii, kde v letech 1895–1896 studoval na místní škole výtvarných umění. V roce 1897 odjel spolu s přítelem Raoulem Dufym studovat do Paříže, kde se spřátelil s Henrim Matissem a Albertem Marquetem. Vzbouřili se proti akademické škole Léona Bonnata a Friesz se přidal k fauvistům. 
V roce 1907 se vrátil do Normandie, kde si v roce 1912 zřídil vlastní ateliér. Často vystavoval s různými malíři a skupinami, mj. také s českou Skupinou výtvarných umělců. 
Jako voják francouzské armády narukoval do první světové války. Od roku 1919 až do konce svého života žil převážně v Paříži. V letech 1912–1921 byl profesorem na Académie Moderne v Paříži, dále vyučoval také ve Skandinávii. V roce 1935 s Raoulem Dufym organizoval výtvarnou sekci Světové výstavy v Paříži. V pozdějších obdobích tvorby se vracel k impresionismu a k realismu. 
Během druhé světové války se zapojil do opoziční organizace umělců „Collaboration“, v které řídil podsekci vizuálního umění. 
Byl pohřben na pařížském hřbitově Montparnasse.

## Výstavy
- V roce 2021 byla v centru Louis Vuitton Foundation v Paříži uspořádána velká retrospektivní výstava jeho díla.